# Länsväg 402
De Zweedse weg 402 is een van de korte genummerde wegen in Zweden. De weg vormt de verbinding tussen de Riksväg 99 en de Europese weg 8 / Finse weg 21, die hier eenzelfde traject volgen. De Zweedse en Europese wegen lopen hier parallel aan elkaar met daartussenin de Torne. De 3,3 kilometer lange weg is een van de weinige oversteekplaatsen met brug over de rivier. Er liggen twee dorpen aan de weg:
- Pello en
- Pello.